# Quiéry-la-Motte
Quiéry-la-Motte és un municipi francès situat al departament del Pas de Calais i a la regió dels Alts de França. L'any 2007 tenia 744 habitants.

## Demografia

### Població
El 2007 la població de fet de Quiéry-la-Motte era de 744 persones. Hi havia 272 famílies de les quals 52 eren unipersonals (16 homes vivint sols i 36 dones vivint soles), 80 parelles sense fills, 116 parelles amb fills i 24 famílies monoparentals amb fills.
La població ha evolucionat segons el següent gràfic:
Habitants censats

### Habitatges
El 2007 hi havia 283 habitatges, 274 eren l'habitatge principal de la família, 3 eren segones residències i 6 estaven desocupats. 278 eren cases i 4 eren apartaments. Dels 274 habitatges principals, 239 estaven ocupats pels seus propietaris, 31 estaven llogats i ocupats pels llogaters i 4 estaven cedits a títol gratuït; 3 tenien una cambra, 6 en tenien dues, 20 en tenien tres, 50 en tenien quatre i 195 en tenien cinc o més. 250 habitatges disposaven pel capbaix d'una plaça de pàrquing. A 106 habitatges hi havia un automòbil i a 150 n'hi havia dos o més.

### Piràmide de població
La piràmide de població per edats i sexe el 2009 era:
| Homes | Edats   | Dones |
| ----- | ------- | ----- |
| 0     | 95 o +  | 0     |
| 0     | 90 a 94 | 4     |
| 0     | 85 a 89 | 0     |
| 0     | 80 a 84 | 0     |
| 8     | 75 a 79 | 8     |
| 12    | 70 a 74 | 24    |
| 8     | 65 a 69 | 12    |
| 8     | 60 a 64 | 4     |
| 16    | 55 a 59 | 24    |
| 16    | 50 a 54 | 24    |
| 44    | 45 a 49 | 44    |
| 36    | 40 a 44 | 32    |
| 32    | 35 a 39 | 28    |
| 32    | 30 a 34 | 28    |
| 24    | 25 a 29 | 28    |
| 36    | 20 a 24 | 44    |
| 44    | 15 a 19 | 24    |
| 24    | 10 a 14 | 40    |
| 40    | 5 a 9   | 16    |
| 8     | 0 a 4   | 24    |

## Economia
El 2007 la població en edat de treballar era de 522 persones, 378 eren actives i 144 eren inactives. De les 378 persones actives 353 estaven ocupades (190 homes i 163 dones) i 25 estaven aturades (12 homes i 13 dones). De les 144 persones inactives 46 estaven jubilades, 59 estaven estudiant i 39 estaven classificades com a «altres inactius».

### Ingressos
El 2009 a Quiéry-la-Motte hi havia 275 unitats fiscals que integraven 781 persones, la mediana anual d'ingressos fiscals per persona era de 20.147 €.

### Activitats econòmiques
Dels 25 establiments que hi havia el 2007, 1 era d'una empresa de fabricació de material elèctric, 3 d'empreses de fabricació d'altres productes industrials, 5 d'empreses de construcció, 5 d'empreses de comerç i reparació d'automòbils, 1 d'una empresa d'hostatgeria i restauració, 1 d'una empresa financera, 5 d'empreses de serveis, 3 d'entitats de l'administració pública i 1 d'una empresa classificada com a «altres activitats de serveis».
Dels 5 establiments de servei als particulars que hi havia el 2009, 1 era un taller de reparació d'automòbils i de material agrícola, 1 guixaire pintor, 1 lampisteria, 1 electricista i 1 empresa de construcció.
Dels 2 establiments comercials que hi havia el 2009, 1 era una perfumeria i 1 una joieria.
L'any 2000 a Quiéry-la-Motte hi havia 10 explotacions agrícoles.

## Equipaments sanitaris i escolars
El 2009 hi havia una escola elemental.

## Poblacions més properes
El següent diagrama mostra les poblacions més properes.